# Or Jehuda
Or Jehuda (hebrejsky אוֹר יְהוּדָה, doslova „Jehudovo světlo“, v oficiálním přepisu do angličtiny Or Yehuda) je město v Izraeli v Telavivském distriktu. Starostou je David Josef.

## Geografie
Leží v nadmořské výšce 30 metrů cca 10 kilometrů jihovýchodně od Tel Avivu v metropolitní oblasti Guš Dan, nedaleko od pobřeží Středozemního moře. Na východní straně města protéká drobné vádí Nachal Ono, které pak jižně od Or Jehuda ústí do Nachal Jehud. Jižně od Or Jehuda se rozkládá Ben Gurionovo mezinárodní letiště.
Obec se nachází v hustě osídlené oblasti, která je etnicky zcela židovská.
Město je na dopravní síť napojeno pomocí četných komunikací v rámci aglomerace Tel Avivu, zejména silnicemi číslo 461 a 412, které na západním okraji města ústí do dálnice číslo 4 a dálnice číslo 1.

## Dějiny
Or Jehuda bylo založeno roku 1950, podle jiného zdroje roku 1949, jako osada pro nové sefardské židovské imigranty (takzvané Rozvojové město). Pojmenováno bylo podle Judy Alkalaje (1798–1878) ze Sarajeva, který je jedním ze zakladatelů náboženského sionismu v USA.
Původně šlo o místní radu (malé město). Roku 1988 na město získalo status města.
Ve městě se nachází 14 škol s celkový počtem 5 147 studentů a žáků. Jsou rozděleni do 10 základních škol (2 894 žáků) a 6 středních škol (2 253 žáků). V roce 2001 bylo 55,7 % žáků 12. ročníků připuštěno ke státní maturitní zkoušce.
Nachází se na místě, kde stálo biblické město Kefar Ono (připomínané v názvu nedalekého Kirjat Ono).

## Demografie
Podle izraelského statistického úřadu zde v roce 2001 žilo 13 900mužů a 14 000 žen. Věková struktura obyvatelstva byla 34,6 % ve věku mladší 19 let, 17,7 % ve věku 20-29 let, 20,5 % ve věku 30-44 let, 15,8 % ve věku 45-59 let, 3,1 % ve věku 60-64 let a 8,2 % starších 65 let. Přirozený přírůstek dosahoval 3,4 %.
Podle údajů z roku 2009 tvořili naprostou většinu obyvatel Židé – přibližně 33 700 osob (včetně statistické kategorie „ostatní“, která zahrnuje nearabské obyvatele židovského původu, ale bez formální příslušnosti k židovskému náboženství, přibližně 34 300 osob).
Jde o středně velkou obec městského typu s dlouhodobě mírně rostoucí populací. K 31. prosinci 2017 zde žilo 36 700 lidí.
| Rok  | Obyvatelé |
| ---- | --------- |
| 1950 | 1 300     |
| 1951 | 8 950     |
| 1952 | 10 650    |
| 1953 | 10 800    |
| 1954 | 12 100    |
| 1955 | 11 900    |
| 1956 | 11 700    |
| 1957 | 11 600    |
| 1958 | 11 600    |
| 1959 | 11 300    |
| 1960 | 10 600    |
| 1961 | 10 000    |
| 1962 | 10 100    |
| 1963 | 10 200    |
| 1964 | 10 400    |
| 1965 | 10 600    |
| 1966 | 11 000    |
| 1967 | 11 100    |
| 1968 | 11 400    |
| 1969 | 12 000    |
| 1970 | 12 300    |
| 1971 | 12 900    |
| 1972 | 14 500    |
| 1973 | 16 600    |
| 1974 | 16 700    |
| 1975 | 17 200    |
| 1976 | 17 800    |
| 1977 | 18 300    |
| 1978 | 18 600    |
| 1979 | 19 400    |
| 1980 | 19 600    |
| 1981 | 19 600    |
| 1982 | 19 800    |
| 1983 | 19 300    |
| 1984 | 19 800    |
| 1985 | 19 700    |
| 1986 | 19 800    |
| 1987 | 19 900    |
| 1988 | 20 000    |
| 1989 | 20 200    |
| 1990 | 21 900    |
| 1991 | 22 400    |
| 1992 | 22 500    |
| 1993 | 23 300    |
| 1994 | 23 800    |
| 1995 | 23 461    |
| 1996 | 24 350    |
| 1997 | 25 133    |
| 1998 | 25 871    |
| 1999 | 26 300    |
| 2000 | 26 980    |
| 2001 | 27 891    |
| 2002 | 28 600    |
| 2003 | 29 400    |
| 2004 | 30 100    |
| 2005 | 30 600    |
| 2006 | 31 300    |
| 2007 | 31 700    |
| 2008 | 33 900    |
| 2009 | 34 400    |
| 2010 | 34 700    |
| 2011 | 35 000    |
| 2012 | 35 300    |
| 2013 | 35 500    |
| 2014 | 35 900    |
| 2015 | 36 200    |
| 2016 | 36 500    |
| 2017 | 36 700    |
| 2018 | 36 900    |

## Galerie

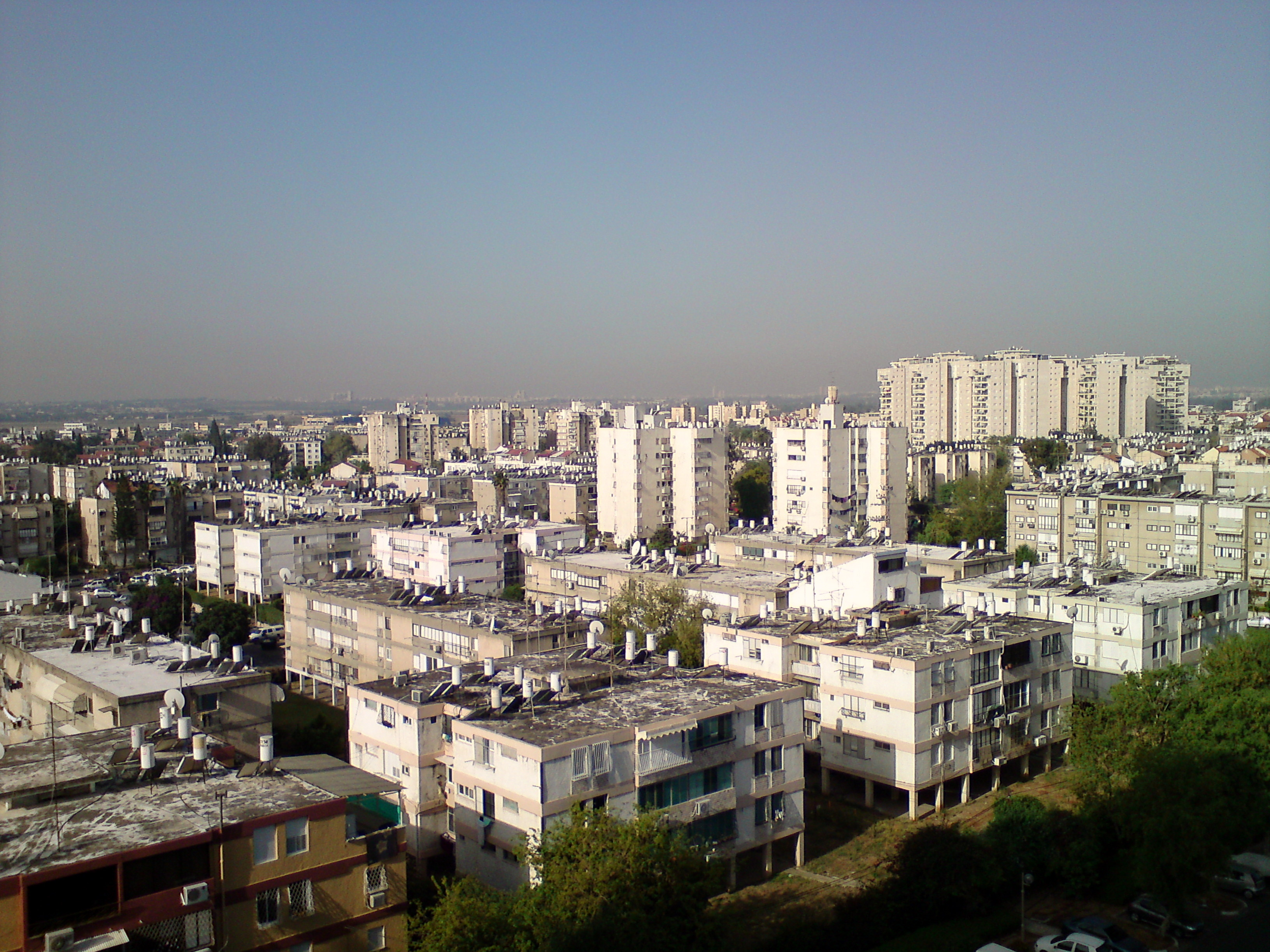
Zástavba v Or Jehuda
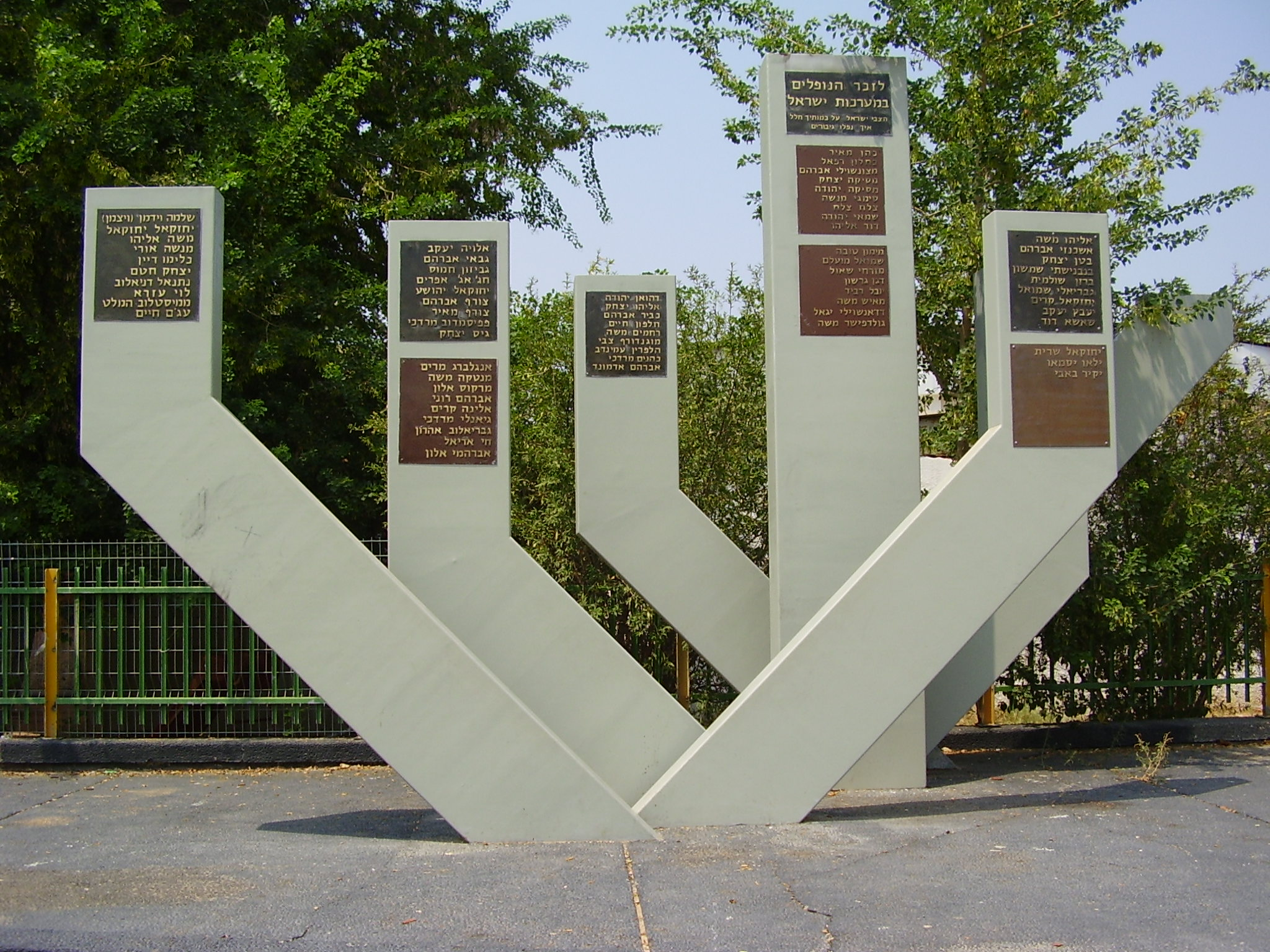
Válečný památník v Or Jehuda
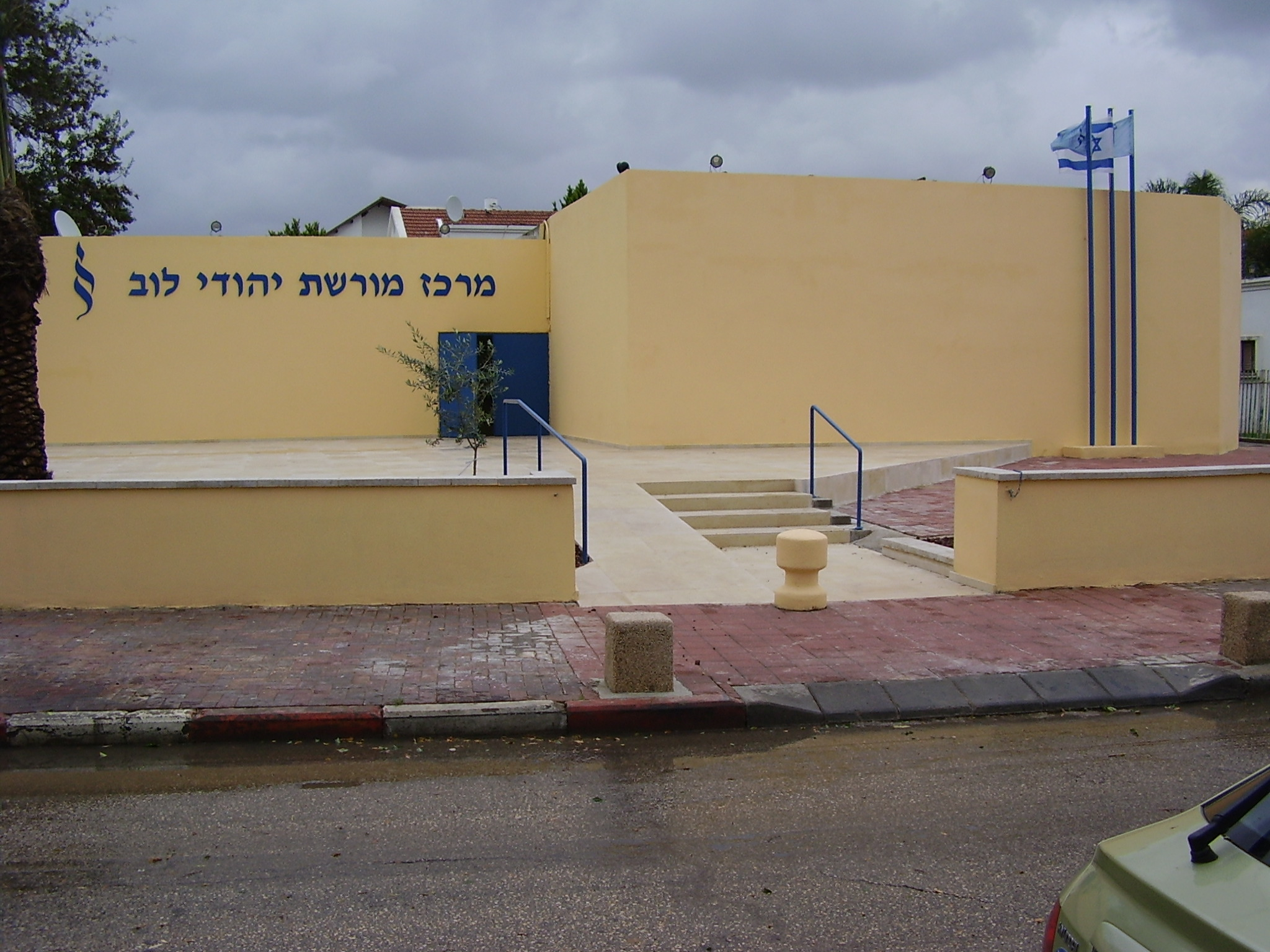
Muzeum židovské kultury Libye v Or Jehuda